# Naengmyeon
Le naengmyeon ( 냉면 / 冷麵 : littéralement nouilles froides) est une soupe traditionnelle nord-coréenne à base de nouilles faites de farine de sarrasin, de pomme de terre et de patate douce.

## Histoire
Ce plat est connu depuis la dynastie Joseon. Originaire de Corée du Nord, il devint très populaire dans l'ensemble de la péninsule coréenne après la guerre de Corée.

## Variétés

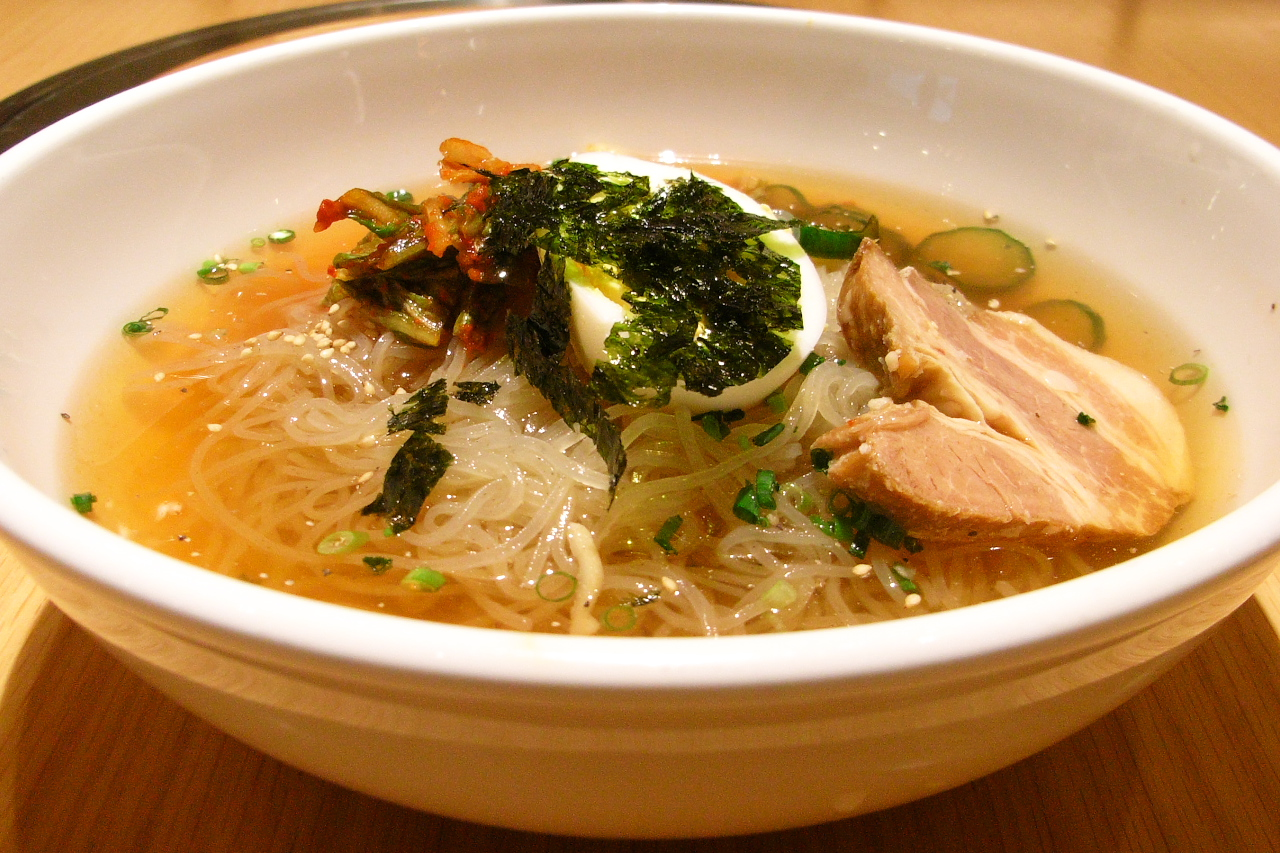
Mul naengmyeon.

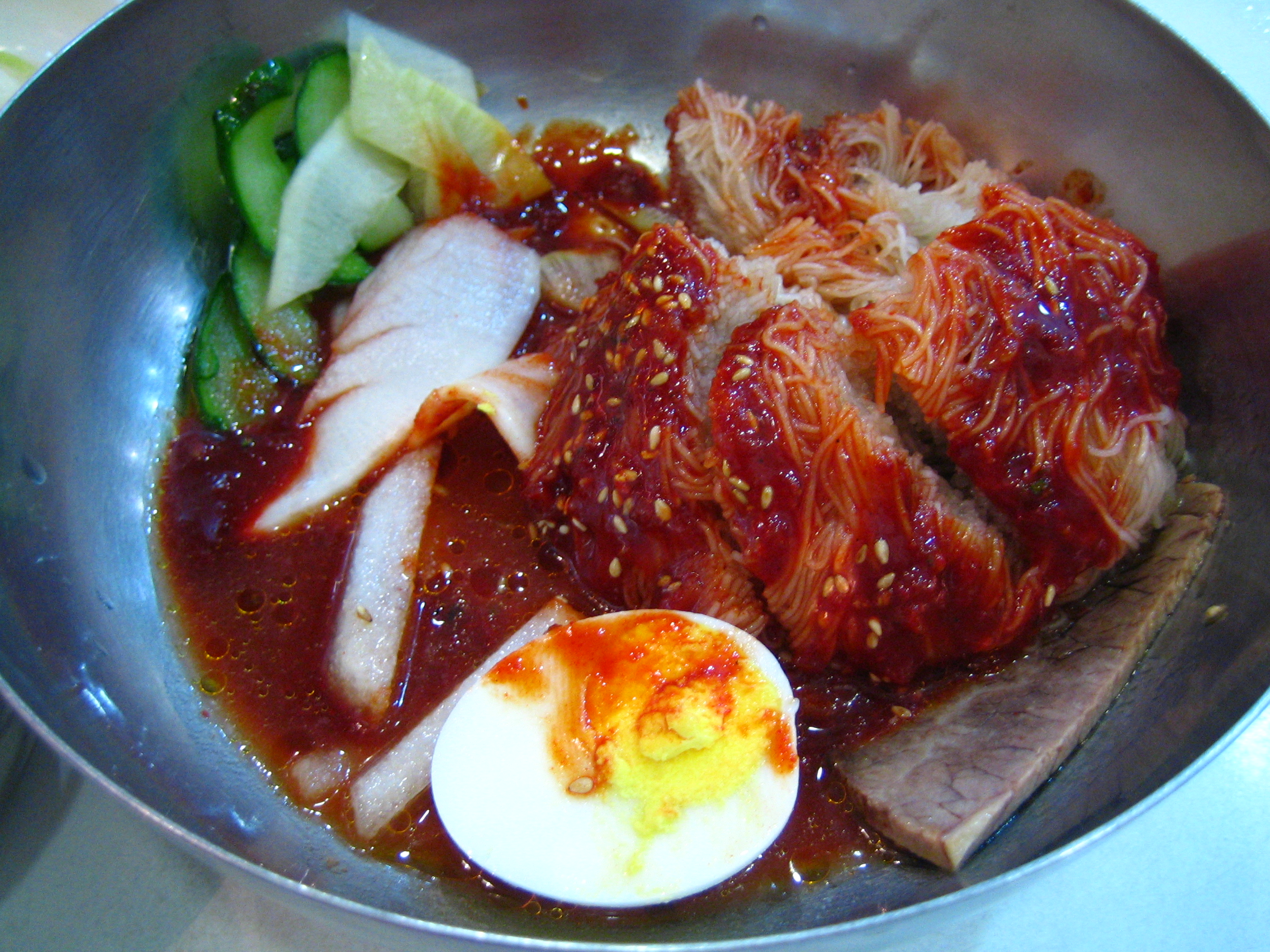
Bibim naengmyeon.

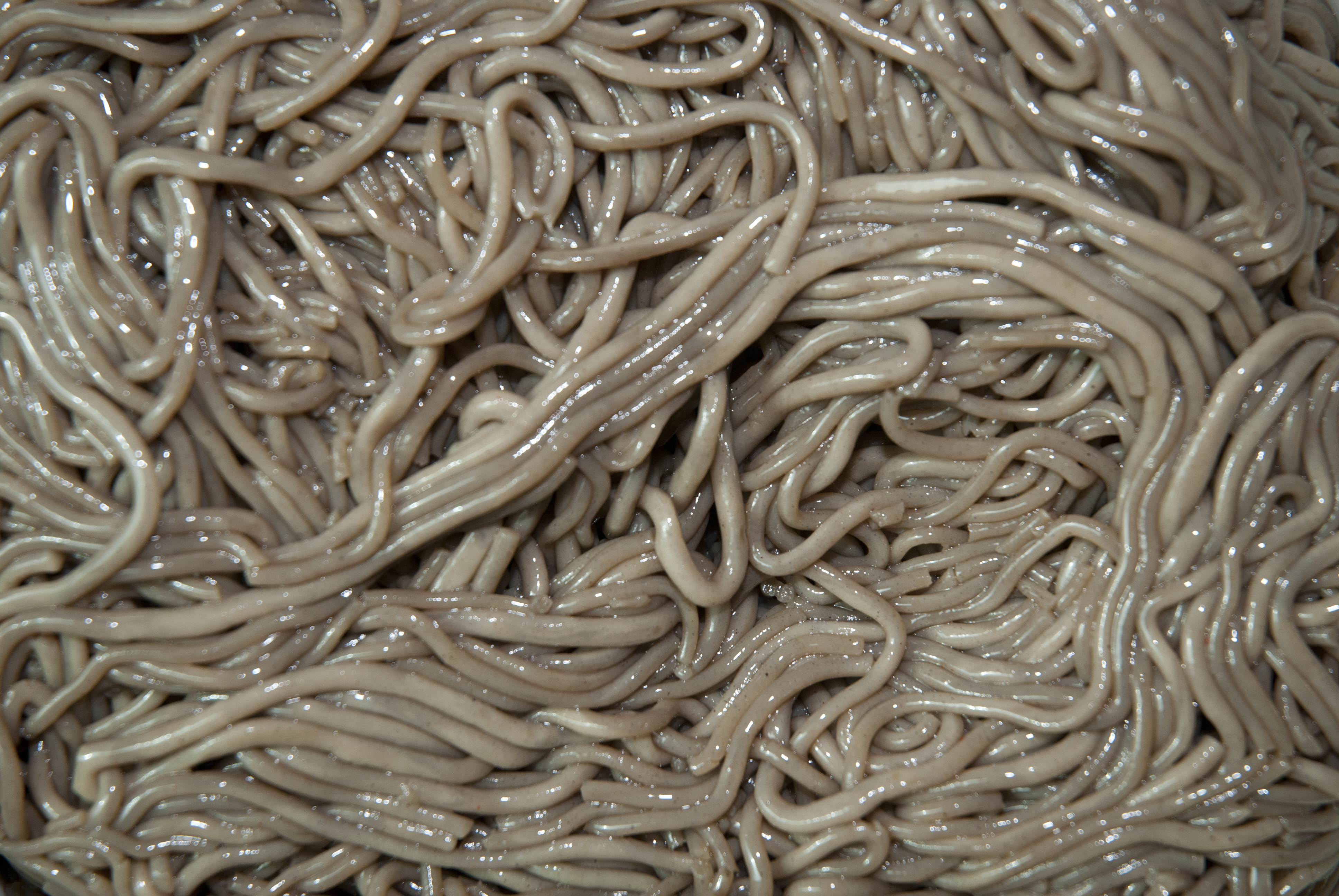
Naengmyeon, nouilles nature.

Il existe différentes variétés de naegmyeon. Les deux plus connues sont le mul naengmyeon et le bibim naegmyeon.
Le mul naengmyeon est originaire de Pyongyang, la capitale nord-coréenne. Il s'agit d'une soupe de nouilles froide accompagnée de légumes, de bœuf et de poulet.
Le bibim naengmyeon est servi avec du poisson cru mariné et est plus épicé. Les nouilles sont fabriquées à partir de patates douces pour les rendre plus moelleuses. Il est originaire de Hamhung, dans le nord-est de la Corée du Nord.

## Traditions
Le naengmyeon est surtout consommé en été. Les nouilles sont très longues (cela symbolise la longévité de la vie et une bonne santé en Extrême-Orient). Toutefois, les serveurs demandent souvent aux clients s'ils veulent que les nouilles soient coupées aux ciseaux pour être mieux dégustées.